# ICE International

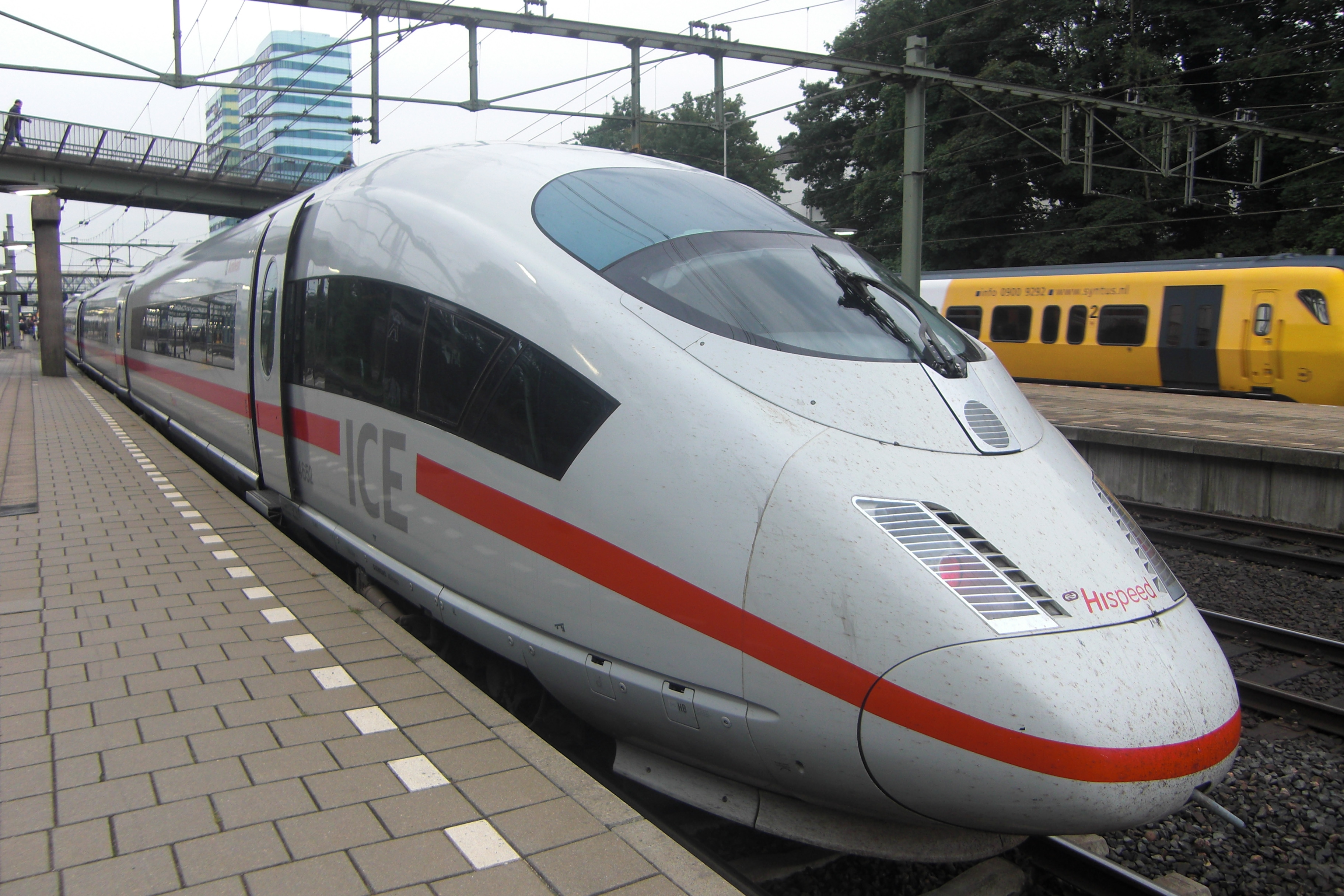
ICE International 121 van het toenmalige NS Hispeed in Arnhem

ICE International is de merknaam die Deutsche Bahn en de NS (NS International) geven aan de internationale ICE-hogesnelheidstreinen tussen Nederland en Duitsland, en tussen België en Duitsland. Die laatste verbinding gebeurt in samenwerking met de NMBS, maar die gebruikt deze naam zelf niet.
Elk van de drie betrokken vervoerders staat in voor de administratieve afhandeling van het gedeelte van de rit in hun land, waar zij de vervoerder zijn. Ze staan elk in voor een deel van het besturingspersoneel. Alle treinstellen zijn sinds 2024 van DB Fernverkehr.

## Geschiedenis

### Van/naar België
DB en NMBS hernieuwden in 2021 hun samenwerking voor vijf jaar.
In november 2022 werd de twintigste verjaardag van de verbinding gevierd. Toen reden er dagelijks zeven treinparen tussen Frankfurt en Brussel, met op zondagavond bijkomend een late ICE tussen Brussel en Keulen. In 2022 werden er voor het eerst meer dan 1 miljoen reizigers vervoerd, en stond het totaal sinds de start op meer dan 10 miljoen.
Sinds april 2025 rijdt er dagelijks een extra, late ICE tussen Brussel en Frankfurt (aankomst na 23 uur), wat voordien enkel op zondag gebeurde. Dit achtste dagelijkse treinpaar rijdt niet in de wintermaanden vanaf november (behalve zondag).

### Van/naar Nederland
Tot 16 juli 2024 reed eenmaal per dag een trein door naar Basel (Zwitserland), tot de lijn stopgezet werd door grootschalige werken aan de Riedbahn. De spoormaatschappijen kondigden aan dat ze deze verbinding nadien niet terugbrengen. In de dienstregeling 2025 is deze trein vervangen door een ICE Amsterdam - München met als route Amsterdam - Utrecht - [Den Bosch - Mönchengladbach - Köln Hbf]/[Arnhem - Oberhausen - Duisburg - Düsseldorf - Köln Messe/Deutz] - Siegburg/Bonn - Frankfurt Flughafen - Mannheim - Stuttgart - Augsburg -  München Pasing - München Hbf. Tevens is de frequentie over de dag beter verdeeld zowel als de ICE via Arnhem rijdt als via Den Bosch/Mönchengladbach.

Dit was het traject:
Amsterdam Centraal — Basel SBB v.v. (1×/dag)
via: Amsterdam Centraal — Utrecht Centraal — Arnhem Centraal — Oberhausen Hbf — Duisburg Hbf — Düsseldorf Hbf — Köln Hbf / Köln Messe/Deutz — Frankfurt (Main) Flughafen Fernbahnhof — Mannheim Hbf — Karlsruhe Hbf — Offenburg-Freiburg (Breisgau) Hbf — Basel Bad Bf — Basel SBB* Op vrijdag- en zondag rijdt er in de wintermaanden een treinenpaar extra (ICE 120/ICE 121).

## Lijnvoering
Onder de naam ICE International worden twee stamlijnen geëxploiteerd: vanuit Nederland wordt Amsterdam Centraal - Frankfurt (Main) Hbf aangeboden, vanuit België wordt Brussel-Zuid - Frankfurt (Main) Hbf aangeboden.

### Van/naar Nederland
- Amsterdam Centraal — Frankfurt (Main) Hbf v.v. (6-7*×/dag)
via: Amsterdam Centraal — Utrecht Centraal — Arnhem Centraal — Oberhausen Hbf — Duisburg Hbf — Düsseldorf Hbf — Köln Hbf / Köln Messe/Deutz — Frankfurt (Main) Flughafen Fernbahnhof — Frankfurt (Main) Hbf. Trein 121 stopt op Köln Messe/Deutz, alle andere treinen stoppen op Köln Hbf. Als er op de lijn Utrecht-Duisburg werkzaamheden zijn, wordt deze trein omgeleid en vervallen de haltes Arnhem, Oberhausen, Duisburg en Düsseldorf. De trein stopt dan in plaats daarvan extra in 's-Hertogenbosch en Mönchengladbach.

* seizoenstreinen: treinen 126 en 127 rijden alleen vanaf april tot en met oktober. Alle andere treinen rijden het hele jaar door.

### Van/naar België
- Brussel-Zuid/Midi — Frankfurt (Main) Hbf v.v. (7×/dag)
via: Brussel-Zuid — Brussel-Noord — Luik-Guillemins — Aachen Hbf — Köln Hbf (— Siegburg/Bonn — Montabaur — Limburg Süd) — Frankfurt (Main) Flughafen Fernbahnhof — Frankfurt (Main) Hbf

(Siegburg/Bonn 1 trein per dag, Montabaur richting Frankfurt 1 trein op zondag, Limburg Süd 1 trein per dag en 2 op zondag)
De dienstregeling tussen Brussel en Keulen wordt aangevuld door treinen van Eurostar.

#### Antwerpen - Brussels Airport
In 2025 meldden DB en de NMBS dat ze vanaf 2026 een nieuwe verbinding Keulen - Antwerpen willen invoeren. Brussels Airport zou daardoor opnieuw een hogesnelheidstrein krijgen, na het vertrek van Thalys in 2015.

## Materieel

### ICE 3M (Baureihe 406)
Voor de dienst werd tot juni 2024 gebruikgemaakt van 17 ICE 3M-treinstellen. NS International beschikte over drie treinstellen (4651-4653) waarvan er twee sinds de hernoeming naar NS Hispeed waren voorzien van een NS Hispeed-logo, en één standaard NS-logo (4653). Sinds de naamsverandering terug naar NS International beschikten alle drie treinstellen weer over het standaard NS-logo. De overige 14 stellen (4601-4604, 4607, 4610-4611, 4654 en 4680, 4682-4685) zijn van Deutsche Bahn. De ICE 3M-stellen zijn geschikt om te rijden over het Duitse, Nederlandse en Belgische spoorwegnet (in tegenstelling tot de gewone ICE 3-treinstellen), en reden allen in een poule. Zo kon het voorkomen dat een NS-ICE trein naar Brussel reed.
Zeker in de jaren vanaf 2020 waren er soms grote problemen met defecte treinstellen, zeker bij zomerse hitte of winterkoude. Bij een tekort aan treinstellen worden dan systematisch de verbindingen beperkt tot Amsterdam-Düsseldorf en Brussel-Köln. Voor het geannuleerde deeltraject in Duitsland kunnen de reizigers dan overstappen op andere ICE's.
Als gevolg van de technische problemen gingen deze treinstellen vervroegd uit internationale dienst.

### ICE 3neo (Baureihe 408)
In november 2022 werd aangekondigd dat vanaf 2024 de ICE 3M-treinstellen op de verbindingen België-Duitsland en Nederland-Duitsland worden vervangen door de nieuwe ICE 3neo.
De eerste ICE 3neo in reizigersdienst naar Amsterdam kwam daar op 13 juni 2024 aan als ICE 254. Een dag later bracht hij voor het eerst reizigers naar Brussel. Een dag later reed de laatste ICE 3M op deze verbindingen, waarna dit oude type enkel nog binnen Duitsland ingezet wordt, zonder de problematische spanningsovergangen.
Doordat de ICE 3neo acht fietsplaatsen heeft, konden reizigers vanaf 8 augustus 2024 voor het eerst een fiets meenemen op de ICE vanuit België en Nederland,.

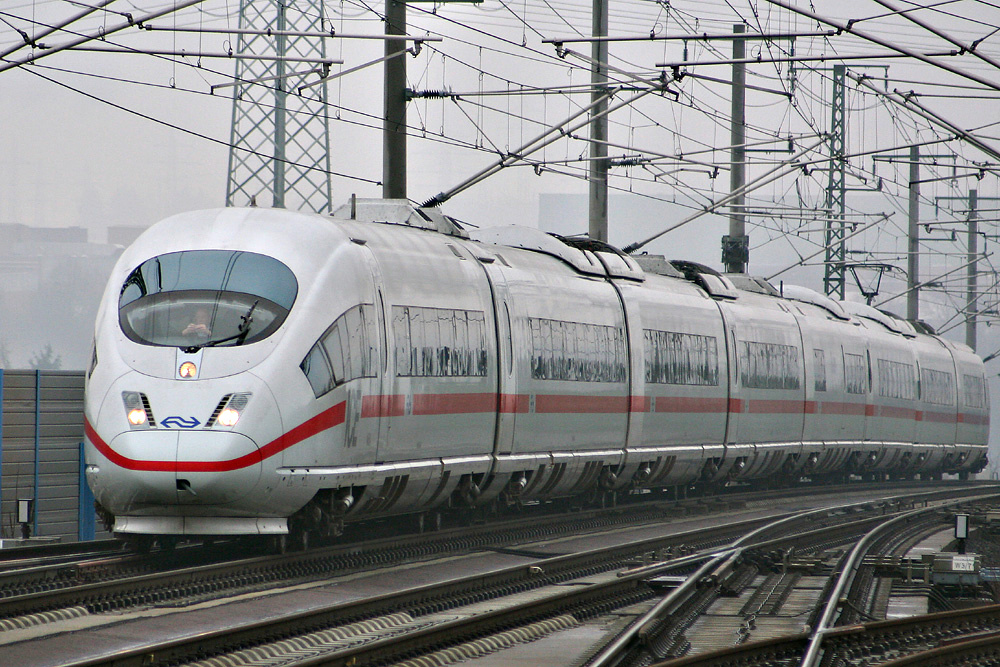
ICE 3M te Limburg an der Lahn
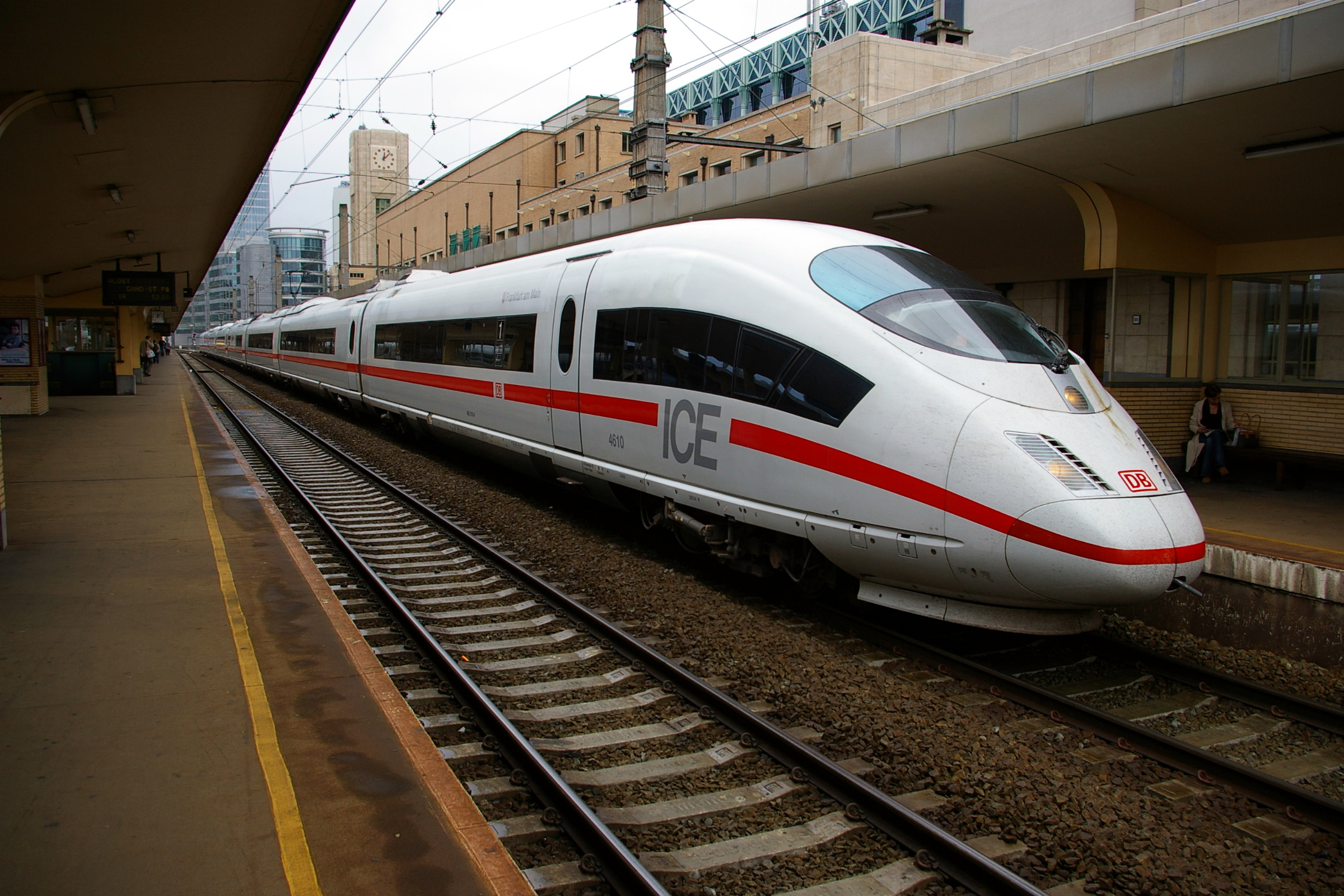
ICE 3M te Brussel-Noord

## Organisatie
Vanuit België wordt een deel van de ritten, tot Frankfurt, door NMBS-treinbestuurders gereden. Het overige personeel is van DB.
Vanuit Nederland wordt een deel van de ritten door NS-personeel gereden, tot Keulen of tot Frankfurt. Het overige personeel is van DB.

## Toeslagen voor binnenlands traject

### Nederland
Voor reizen binnen Nederland gelden standaard NS vervoersbewijzen aangevuld met een toeslag van €2,90 (bij NS-abonnementen inclusief het studentenreisproduct en de NS-Business Card betaalt men geen toeslag). Deze toeslag kan bij NS-kaartautomaten op een OV-chipkaart geladen worden.

### België
Men kan voor de ICE op het binnenlands Belgische traject tussen Brussel (Zuid of Noord) en Luik enkel een Flexpreis-ticket kopen (zonder treinbinding, dus vrije keuze welke trein). De prijs hiervoor varieert per dag.
Het ICE Supplement (€10 voor de 2e klas en €15 voor de 1e),) waarmee het mogelijk was met een binnenlands vervoerbewijs te reizen, werd stopgezet eind 2022.